# Vandenboschia
Vandenboschia is een geslacht van ongeveer tachtig soorten varens uit de vliesvarenfamilie (Hymenophyllaceae).  Het zijn kleine tot middelgrote epifytische of lithofytische varens uit de tropen van de Oude Wereld.

## Naamgeving en etymologie
- Synoniemen: Lacosteopsis (Prantl) Nakaike

De botanische naam Vandenboschia is een eerbetoon aan de Nederlandse botanicus Roelof Benjamin van den Bosch (1810-1862).

## Kenmerken
Vandenboschia-soorten zijn kleine tot middelgrote overblijvende varens met opgerichte of kruipende, dikke en behaarde rizomen en talrijke, stevige wortels. De bladen staan verspreid, kunnen tot 40 cm lang worden en zijn meestal asymmetrisch gevormd en één of meervoudig geveerd.
De sporenhoopjes zitten op de tot buiten het blad verlengde nerven op de top van de blaadjes, en dragen buisvormige dekvliesjes met een receptaculum, een haarvormig uitgroeisel van het sporenhoopje, dat als een borsteltje boven het dekvliesje uit steekt.

## Habitaten verspreiding
Vandenboschia-soorten zijn epifytische of lithofytische planten uit de tropen van de Oude Wereld, voornamelijk Zuidoost-Azië, Japan, China en Hawaii.

## Taxonomie enfylogenie
Alhoewel Vandenbosschia door sommige botanici als subgenus van Trichomanes werd beschouwd, is volgens de taxonomische beschrijving van Smith en anderen uit 2006 het geslacht een monotypische groep binnen de vliesvarenfamilie. 
Het geslacht omvat naargelang de bron vijftien tot tachtig soorten. De typesoort is Vandenboschia radicans.

## Beperkte soortenlijst
- Vandenboschia radicans (Sw.) Copel. (1938)

Abrodictyum · Callistopteris · Cephalomanes · Crepidomanes · Didymoglossum · Hymenophyllum · Polyphlebium · Trichomanes · Vandenboschia